# Station Murowana Goślina
Station Murowana Goślina is een spoorwegstation in de Poolse plaats Murowana Goślina.